# 넷이즈
넷이즈(중국어: 网易)는 중화인민공화국의 인터넷 기술 기업이다. 1997년 기업가 딩레이가 설립했으며 본사는 중화인민공화국 절강성 항저우시에 있다. 넷이즈는 중국의 온라인 PC 및 모바일 게임, 광고 서비스, 이메일 서비스, 전자상거래 플랫폼을 개발하고 운영하고 있다.
넷이즈가 개발 및 배급한 비디오 게임으로 《몽환서유》 시리즈, 《제5인격》, 《나라카: 블레이드포인트》와 《디아블로 이모탈》이 있다. 중국 내외에 비디오 게임 관련 자회사 및 개발사들을 보유하며 대표기업들로 넷이즈 게임스, 그래스호퍼 매뉴팩처와 퀀틱 드림이 있다. 그 외 블리자드 엔터테인먼트와 협력해 《월드 오브 워크래프트》, 《스타크래프트 II》, 《오버워치》 등 블리자드 게임을 중국 내에서 2008년부터 2023년까지 운영했다.

## 역사
넷이즈는 1997년 6월 중국의 자본가 딩레이가 설립했으며 검색 엔진에 대한 투자로 급성장했다. 2001년 경에 광고수익 허위보고로 인해 이사진이 사퇴하는 사건이 있었으며 홍콩의 아이케이블 커뮤니케이션스같은 타사가 매입한다는 소문이 거론되기도 했다. 2012년에 영어사명을 'NetEase.com, Inc'에서 'NetEase, Inc'로 변경했다.
넷이즈사의 공식 도메인은 '163.com'인데, 이는 과거 중국에서 브로드밴드 인터넷이 부재했던 때에 사용자가 인터넷 연결시 사용한 전화번호에서 유래됐다. 2008년 Compete.com의 분석에 따르면 도메인 '163.com' 방문자가 매년 180만 명 이상에 달했다. 2010년, 알렉사 인터넷 집계에 따르면 회사 도메인은 전세계에서 28번째로 가장 방문자가 많은 웹사이트였다. 2017년 기준으로 넷이즈의 무료 이메일 서비스 사용자수는 9400만 명 이상으로 이는 중국 최대 규모이다.